# Lyss
Lyss är en ort och kommun i distriktet Seeland i kantonen Bern, Schweiz. Kommunen har 16 406 invånare (2023).
I kommunen finns även orten Busswil som tidigare var en självständig kommun, men som inkorporerades i Lyss 1 januari 2011.